# Stylops cressoni
Stylops cressoni är en insektsart som beskrevs av Pierce 1909. Stylops cressoni ingår i släktet Stylops och familjen stekelvridvingar. Inga underarter finns listade i Catalogue of Life.